# Irská literatura
Irská literatura je literatura vzniklá na irském ostrově nebo psaná autory, kteří se považují za Iry. Je psaná především v angličtině, irštině, latině a ulsterské skotštině.

## Vývoj

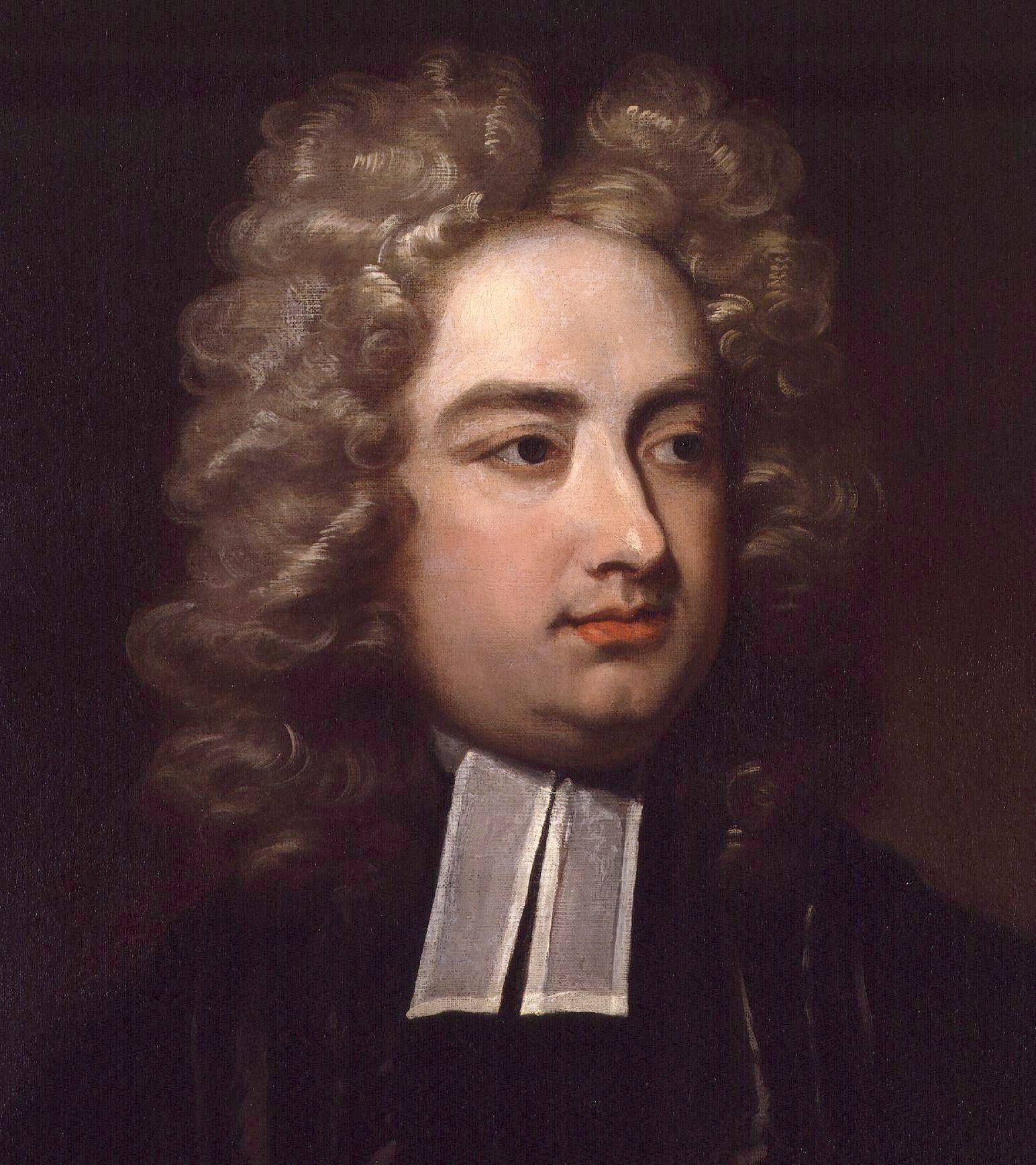
Jonathan Swift

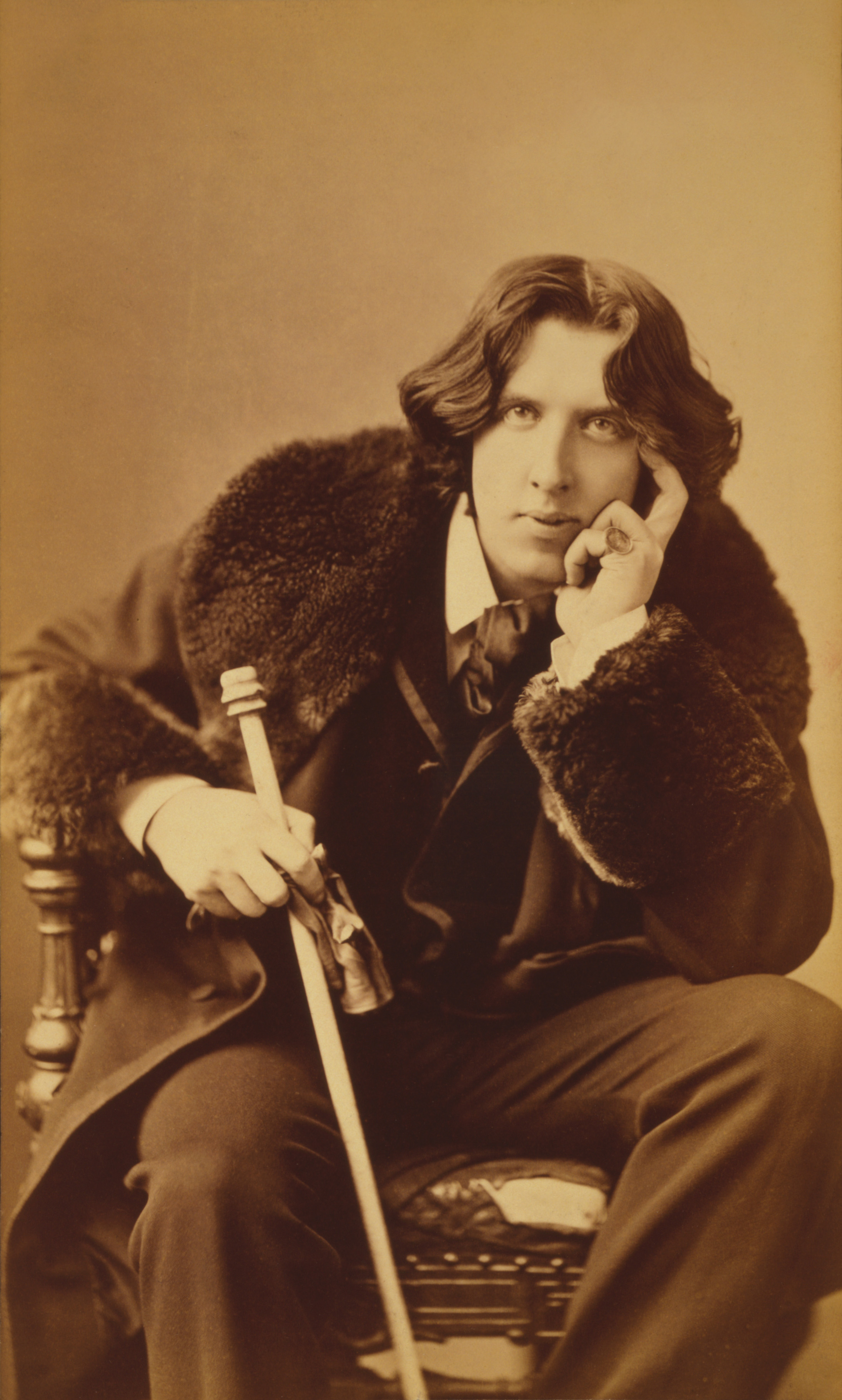
Oscar Wilde

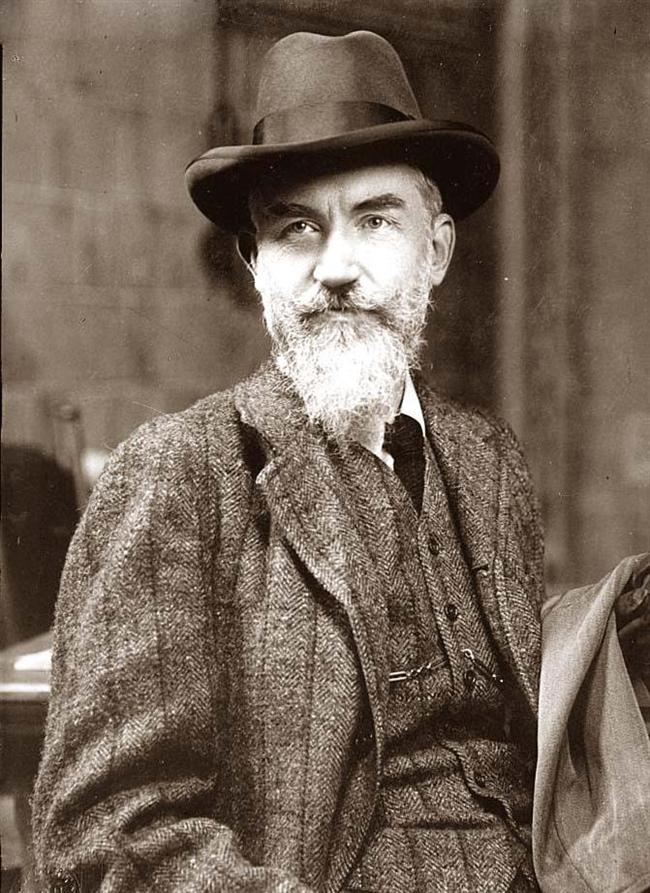
George Bernard Shaw

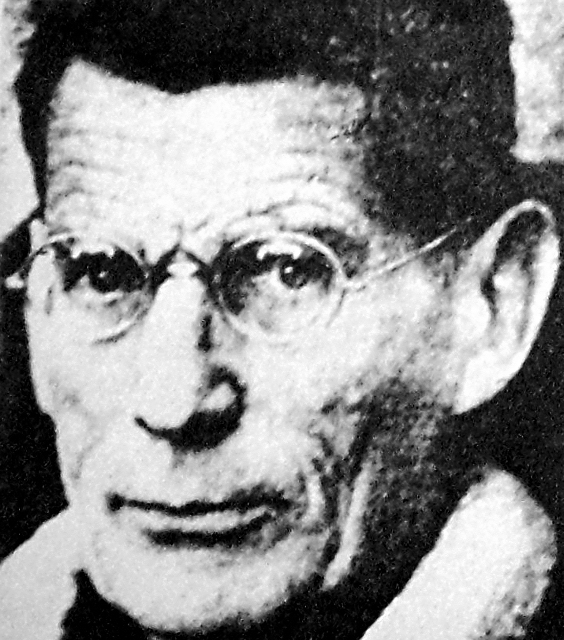
Samuel Beckett

Nejstarší zaznamenané irské texty pocházejí ze 7. století a byly dílem mnichů, kteří psali v latině i rané irštině. Kromě náboženských textů tvořili tito mniši i poezii a mytologické příběhy – například epos Táin Bó Cúailnge, někdy přezdívaný „irská Iliada“.
Angličtina byla do Irska uvedena ve 13. století, spolu s normanskou invazí. Irština přesto zůstala dominantním jazykem irské literatury až do 19. století, byť od 17. století byl znát pozvolný ústup. Druhá část 19. století přinesla rychlé nahrazení irštiny angličtinou ve většině země. Na konci století nacionalismus vynaložil velké úsilí při obnově irštiny a literatury v ní, ovšem autoři, kteří zvolili angličtinu, byli úspěšnější a mnozí získali světový věhlas. Nakonec Irové program gaelizace víceméně opustili. Jejich národní obrození nebylo na záchranu jazyka odkázáno (jako například české) díky tomu, že od pohlcujícího impéria Iry odlišovalo ještě náboženství.
Irská literatura v angličtině našla své první velké exponenty v 18. století, v Jonathanu Swiftovi a Laurenci Sterneovi. Swift se stal příslušníkem světového literárního kánonu zejména díky románu Gulliverovy cesty, který prvně vyšel roku 1726. Fantastický cestopis je parodií na dobrodružné příběhy z cest a zároveň satirou na poměry na anglickém královském dvoře v době panování Jiřího I., šarvátky anglických politických stran toryů a whigů a dlouholeté nepřátelství Angličanů a Francouzů. Kniha nakonec přerůstá v antiutopii zpochybňující moderní racionalitu, civilizaci i představy o nutném pokroku a nadřazeném postavení lidstva v přírodě. Laurence Sterne se zase proslavil románem Život a názory blahorodého pana Tristrama Shandyho, který vycházel postupně v letech 1759-1767. Forma předjímala moderní prózu, neboť hlavní hrdina se zaplétá ve své řeči do nekonečných odboček, čímž rozbíjí klasickou příběhovou strukturu. Ve stejné době, kdy Sterne dokončoval svého Shandyho, vydal Oliver Goldsmith román Farář wakefieldský. Ačkoli portrét chudého anglikánského duchovního, prostého poctivce z nižších vrstev, zpočátku mnozí považovali za mravoličnou idylu, literární teorie ho docenila jako obraz zkorumpovanosti měšťácké společnosti a důkaz naivity víry, že mravnost jedince může přemoci společenské zlo. Richard Brinsley Sheridan ve stejné době položil základy irského dramatu, jeho nejslavnějším dílem je divadelní hra Škola pomluv z roku 1777, jež bývá označována za klasiku žánru zvaného "komedie mravů".
Na začátku 19. století se do romantického hnutí zapojil Thomas Moore. Dobrodružné romány v 19. století proslavily Thomase Mayne-Reida, gotické horory zase Josepha Sheridana Le Fanu.
Na konci 19. století a začátku 20. století irská literatura v angličtině zaznamenala mimořádný boom. Oscar Wilde se stal králem konverzační komedie (Jak je důležité míti Filipa) i vážné literatury (Obraz Doriana Graye). Bram Stoker stvořil slavnou postavu Drákuly. Clive Staples Lewis se stal spoluzakladatelem žánru fantasy (Letopisy Narnie). James Joyce je počítán ke klíčovým postavám modernistické literatury a jeho Odysseus je krystalickým modernistickým experimentem. William Butler Yeats se proslavil hlavně jako básník a získal Nobelovu cenu za literaturu v roce 1923. George Bernard Shaw obdržel stejnou cenu dva roky poté, především za své divadelní hry (nejslavnější je asi Pygmalion z roku 1912). Významnými dramatiky byli i Isabella Augusta Persse Gregoryová či John Millington Synge (Hrdina západu). Samuel Beckett stvořil drama absurdní (Čekání na Godota). Elizabeth Bowenová uspěla hlavně s povídkami (např. sbírka Schody zarostlé břečťanem). Smutným faktem je, že většina těchto autorů musela opustit Irsko, aby prorazila, ať už v Anglii, Španělsku, Francii či Švýcarsku.
Ačkoli angličtina se stala ve 20. století dominantním irským literárním jazykem, i v irštině se objevilo mnoho zajímavých děl. V irštině psali Pádraic Ó Conaire, Tomas O'Crohan, Peig Sayers. Máiréad Ní Ghráda napsala řadu úspěšných her ovlivněných Bertoltem Brechtem a také první sci-fi v irském jazyce. Představitelem modernismu v irsky psané irské literatuře byl Máirtín Ó Cadhain. Mezi významné básníky patřil Caitlín Maude, Máirtín Ó Direáin nebo Seán Ó Ríordáin. V současnosti patří k významným postavám irsky psané poezie autorka Nuala Ní Dhomhnaill.
Někteří autoři se rozhodli pro dvojjazyčnost. Kupříkladu Brendan Behan, který se irsky naučil až ve vězení, kam ho dostala politická angažovanost. Zkušenost z vězení i literárně zpracoval, v románu Borstal Boy. Dvojjazyčným autorem je i Brian O'Nolan. Ten je považován za jednoho z literárních předchůdců postmodernismu. Jeho hlavními díly jsou romány U ptáků plavavých či The Third Policeman. Také Liam O'Flaherty, ač převážně píšící v angličtině, napsal několik povídek v irštině. K jeho nejslavnějším textům patří Udavač (1926), román o zradě revolučních ideálů z časů protibritských nepokojů v Irsku ve 20. letech 20. století.
Ve druhé polovině 20. století se v próze prosadili Iris Murdochová, William Trevor nebo Edna O'Brienová, v poezii například Patrick Kavanagh a Seamus Heaney, který v roce 1995 získal Nobelovu cenu za literaturu. V dramatu Brian Friel či Seán O'Casey. Dětská fantasy proslavila Eoina Colfera. Britskou Man Bookerovu cenu získali Roddy Doyle, John Banville, Anne Enrightová a Anna Burnsová. British Book Award za celoživotní dílo získala Maeve Binchyová. V současnosti se prosazuje též například Colm Tóibín, Cecelia Ahernová, Colum McCann, John Boyne, Emma Donoghueová nebo dramatik Martin McDonagh.